# 嘘という支配
「嘘という支配」（うそというしはい、原題: The Lie of the Land）は、イギリスのSFドラマ『ドクター・フー』の第10シリーズ第8話。トビー・ウィトハウスが脚本を執筆し、2017年6月3日に BBC One で初放送された。批評家のレビューは賛否両論であった。
本作は修道士三部作の完結作である。前話「滅亡を呼ぶピラミッド」でドクター（演:ピーター・カパルディ）の目を癒すために修道士に地球を譲り渡してしまったビル・ポッツ（演:パール・マッキー）は、地球を奪い返すためにナードル（演:マット・ルーカス）と合流してドクターを救出し、洗脳によって人類を支配下に置く修道士体制を崩しに向かう。

## 連続性
修道士が人類を敵性エイリアンから保護していたという説明の際、「まばたきするな」（2007年）の嘆きの天使、「銀色の悪夢」（2013年）のサイバーマン、「ダーレクの中へ」（2014年）のダーレクの映像が使用されている。「約束」をはじめ他の新シリーズのエピソードのクリップ映像も使用されている。ビルがドクターの放送を見ている店は、「テレビの中に住む女」（2006年）に登場したマグパイ電気店である。マグパイ電気店は「鳴り響くドラム」（2007年）、「眼下の獣」（2010年）、「魔術師の弟子」（2015年）にも登場した。
ビルとの合流の際、ナードルは「滅亡を呼ぶピラミッド」で細菌感染したことに言及している。

### 他作品への言及
ミッシー（演:ミシェル・ゴメス）は金庫の中のピアノでエリック・サティの『グノシエンヌ』とスコット・ジョプリンの『ジ・エンターテイナー』を演奏している。

## 製作
「嘘という支配」の読み合わせは2017年1月11日に、撮影は次話「火星の女王」と共に2017年1月16日から2月22日まで行われた。
家族がドラマ Casualty を視聴している場面も撮影されており、当該映像には Casualty にレギュラー出演しているアマンダ・ミーリングとトニー・マーシャルがドラマ内での役で出演して修道士とやり取りをしていた。このシーンは Doctor Who Magazine の記事でも言及されたが、最終的に放送版からは削除された。

## 放送と反応
リアルタイム視聴者数は301万人で、Battlefield（1989年）が記録した310万人を下回って史上最低記録を残した。これは『ブリテンズ・ゴット・タレント』の最終回と放送時刻が重複したためである。タイムシフト視聴者を加算すると482万人で、これは「宇宙での死に方」を下回って2005年以降の新シリーズにおける当時の最低記録となった。Appreciation Index は82であった。
日本では放送されていないが、2018年3月31日にHuluで「嘘という支配」を含む第10シリーズの独占配信が開始された。

### 批評家の反応
| 専門評論家によるレビュー           | 専門評論家によるレビュー |
| レビュー・スコア                   | レビュー・スコア         |
| 出典                               | 評価                     |
| ---------------------------------- | ------------------------ |
| The A.V. Club                      | B-                       |
| エンターテインメント・ウィークリー | B                        |
| GamesRadar                         | [ 12 ]                   |
| IndieWire                          | B                        |
| IGN                                | 8.7                      |
| ニューヨーク・マガジン             | [ 15 ]                   |
| ラジオ・タイムズ                   | [ 16 ]                   |
| デイリー・ミラー                   | [ 17 ]                   |

「嘘という支配」は賛否両論であり、第10シリーズでそれまでのところ最も弱いエピソードであるとする批評家も多かった" 。
SFXのゾーイ・デラハンティ＝ライトは本作に5点満点を与え、身の毛のよだつエピソードであると評し、モンクが人類を支配してその発展を支援するというアイディアを称賛した。彼女は特にパール・マッキーの演技を高く評価し、特にドクターが裏切ったように見せかける場面において感情をそつなく変化させられる超人的な能力があるとコメントした。また、彼女はミッシーの登場時間が「迫る終焉」「滅亡を呼ぶピラミッド」よりも増えていることも称賛した。
The A.V. Clubのアラスデア・ウィルキンスは本作にB-の評価を与え、エピソードに失望したこと、カパルディとマッキーの演技に脚本の質が追い付いていないことを主張し、特にカパルディについては彼の才能が物語に無駄遣いされていたとした。しかし、ミシェル・ゴメスがミッシーとして再度出演したことには賛辞を贈った。
ニューヨーク・マガジンのロス・ルーディガーは本作に星3つを与えた。彼は「いやらしいほどに効果的」な幕開けだったと賞賛したが、答えられていない疑問もあると指摘し、彼は修道士が前話ほど危険な存在ではなくなったと感じ、ビルとドクターの襲撃の際に洗脳中の修道士の護衛を直近に付けなかったことにも筋が通らないと指摘した。全体として、彼は「嘘という支配」が驚異的な物語の残念な結末であったと主張した。ラジオ・タイムズのパトリック・マルケーンは星2つのみを与えた。彼はドクターに対してビルが引き金を引くという展開を気に入らず、そのような極端な行動に出る理由がないと感じ、正当化することも大目に見ることもできないと主張した。彼は演者たちが「気まずそうにブロッキングされている」と表現し、当惑した状況にいるように見えると主張した。なお、演技自体についてはエピソード全体を通して高く評価した。